# Muthinapalli, Bagepalli
Muthinapalli là một làng thuộc tehsil Bagepalli, huyện Chikkaballapur, bang Karnataka, Ấn Độ.